# Plumularia mobilis
Plumularia mobilis är en nässeldjursart som beskrevs av John Fraser 1938. Plumularia mobilis ingår i släktet Plumularia och familjen Plumulariidae. Inga underarter finns listade i Catalogue of Life.